# Katedra za mikrobiologijo in imunologijo Medicinske fakultete Univerze v Ljubljani
Katedra za mikrobiologijo in imunologijo Medicinske fakultete v Ljubljani je samostojna enota Medicinske fakultete Univerze v Ljubljani.  Njena naloga je izvajati pedagoško, raziskovalno in vzgojno dejavnost povezano s študijem medicine, dentalne medicine in drugih naravoslovnih ved, kot so biologija, mikrobiologija, farmacija in kemija – biokemija.

## Zgodovina
Katedra za mikrobiologijo je bila ustanovljena leta 1945 z odlokom (Odlok Narodne vlade Slovenije. Uradni list SNOS in NVS, 171 (31.7.1945), 23 (1945)) o ustanovitvi popolne Medicinske fakultete v Ljubljani kot sestavni del Inštituta za mikrobiologijo. 
Prva predstojnica Katedre je bila prof. Milica Valentinčič, dr. med., ki je Katedro vodila do upokojitve leta 1961. Že leta je 1946 napisala prva skripta iz mikrobiologije za študente medicine, nato pa je v obdobju od 1947 do 1961 izdala še učbenike: Bakteriologija in epidemiologija, Mikrobiologija za študente medicine in Osnove parazitologije človeka. Tako je postavila temelje slovenski mikrobiologiji, parazitologiji in imunologiji ter vzgojila prve asistente za področje mikrobiologije, poznejše nosilce pedagoške dejavnosti Katedre za mikrobiologijo.  To so bili: Stanko Banič, Bronka Brzin, Sonja Budič, Primož Kozak, Miha Likar, Zlata Črepinko Stropnik, Marjan Vozelj in Jadranka Zajc Satler. 
Leta 1961 je prevzel predstojništvo Katedre prof. dr. Stanko Banič, dr. med. Pri pouku so sodelovali: Stanko Banič, Bronka Brzin, Aljonka Češarek, Primož Kozak, Miha Likar, Marjan Mozetič, Zlata Črepinko Stropnik, Marjan Vozelj in Jadranka Zajc Satler. Pouk mikrobiologije je tedaj potekal v 3. letniku študija medicine, na prehodu iz predklinike v kliniko. V tistem času so nastali mnogi pomembni učbeniki (Banič S. Repetitorij mikrobiologije za študente stomatologije, 1961; Likar M. Uvod v medicinsko virologijo, 1962; Vozelj M. Temelji imunologije, 1972; Likar M. Virologija, 1973; Likar M. Pregled medicinske parazitologije, 1974). Izšel je prvi priročnik za vaje iz mikrobiologije.  Sodelavec Inštituta prof. dr. Miha Likar je leta 1975 postal dekan Medicinske fakultete (do 1979) in pozneje v letih 1985–1987 prorektor Univerze v Ljubljani. Leta 1996 je prof. Likar postal zaslužni profesor Univerze v Ljubljani.
Leta 1977 se je s sklepom Senata Medicinske fakultete Inštitut za mikrobiologijo razdelil v dve samostojni organizacijski enoti. Strokovno operativno delo je nadaljeval Inštitut za mikrobiologijo, pedagoško, raziskovalno in vzgojno pa je prevzela Katedra za mikrobiologijo.
Za predstojnika Katedre je bil leta 1977 izvoljen prof. dr. Miha Likar, dr. med., univ. dipl. biol., prof. Stanko Banič pa je še naprej ostal predstojnik Inštituta. Na Inštitutu je bilo takrat zaposlenih 10 delavcev z visoko izobrazbo: Stanko Banič, Bronka Brzin, Sonja Budič, Zlata Črepinko Stropnik, Ana Zlata Dragaš, Borut Drinovec, Bratko Filipič, Marija Gubina, Helena Hren Vencelj, Srečko Koren, Vladimir Kotnik, Miha Likar, Jernej Logar, Jožica Marin, Anica Smrkolj, Marjan Vozelj, Branka Wraber, Jadranka Zajc  Satler, od teh so bili člani katedre: Stanko Banič, Bronka Brzin, Sonja Budič, Zlata Črepinko Stropnik, Borut Drinovec, Miha Likar,  Marjan Vozelj in Jadranka Zajc Satler. V obdobju od 1978 do 1985 sta izšla dva nova učbenika (Likar, M, Logar J. Medicinska parazitologija, 1978; Vozelj  M. Imunologija, 1978) in trije priročnike za vaje. Pomemben prispevek prof. dr. Likarja k pedagoški odličnosti Medicinske fakultete je bil organizacija in izvedba izdelave Kataloga znanja. 
Leta 1985 je bila za predstojnico Katedre izvoljena prof. dr. Jadranka Zajc  Satler, dr. med., ki je Katedro vodila do upokojitve leta 1987. Prof. Satlerjeva je bila priznana strokovnjakinja za enterobakterije in je kot taka slovela daleč naokoli. V tistem času je vodila v Jugoslaviji najnaprednejši laboratorij za diagnostiko salmonel. V tem obdobju sta izšla učbenika: Likar, M. Mikrobiologija in imunologija, I. del, 1985; II. del, 1986 in Vozelj  M. Temelji imunologije, 1985,  Katedra pa se je leta 1986 preimenovala iz Katedre za mikrobiologijo v Katedro za mikrobiologijo in imunologijo. Na Inštitutu je bilo zaposlenih 18 delavcev z visoko izobrazbo: Zlata Črepinko Stropnik, Ana Zlata Dragaš, Borut Drinovec, Bratko Filipič, Marija Gubina, Helena Hren Vencelj, Miha Janc, Srečko Koren, Vladimir Kotnik, Miha Likar, Jernej Logar, Jožica Marin, Mateja Poljšak Prijatelj, Saša Simčič, Anica Smrkolj, Marjan Vozelj, Branka Wraber, Jadranka Zajc Satler, od teh so bili člani katedre: Zlata Črepinko Stropnik, Ana Zlata Dragaš, Borut Drinovec, Marija Gubina, Helena Hren Vencelj, Miha Likar, Marjan Vozelj in Jadranka Zajc Satler.
Od leta 1987 do leta 1996 je bila predstojnica Katedre prof. dr. Ana Zlata Dragaš, dr. med. Zavzemala se je, da bi se pouk mikrobiologije in imunologije čim bolj povezal in dopolnjeval s študijem v višjih letnikih. Uvedeni so bili izbirni predmeti s predklinično in klinično mikrobiološko in imunološko tematiko, prišlo je tudi do reorganizacije predmetov Mikrobiologija in imunologija in Oralna mikrobiologija in imunologija. Sodelavci Katedre so v tem obdobju pripravili več mikrobioloških učbenikov (Likar M. Klinična virologija za medicince, 1987; Likar M. in sod. Mikrobiologija in imunologija, splošni del, 1989; Vozelj M. Kratek pregled klinične imunologije, 1989; Logar J. Medicinska parazitologija, 1991; Dragaš AZ. Preprečevanje infekcij v zobozdravstvu, 1991; Dragaš AZ. Oralna bakteriologija, 1996) in navodila za vaje posebej za študente medicine in posebej za študente stomatologije. V letu 1994 so sodelavci Katedre izdali katalog znanja iz mikrobiologije (Dragaš AZ, Gubina M, Hren Vencelj H., Kotnik V, Logar J. Katalog znanja iz medicinske mikrobiologije in imunologije, 1994). Poleg dotedanjega sodelovanja pri pouku na Fakulteti za farmacijo (Biologija celice z mikrobiologijo, Mikrobiologija s parazitologijo in Imunologija z imunokemijo) in Oddelku za biologijo Biotehniške fakultete (Imunologija in Osnove imunologije) se je pričelo novo pomembno sodelovanje z Biotehniško fakulteto pri medoddelčnem študiju mikrobiologije. Katedra je prevzela pouk iz predmetov Virologija, Imunologija, Bakterioze, Mikoze, Viroze, Parazitologija, Sanitarna mikrobiologija in Splošna epidemiologija. Za potrebe klinike je prof. Dragaševa organizirala posebno enosemestrsko podiplomsko izobraževanje iz hospitalne higiene za zdravnike in medicinske sestre. Leta 1995 je bilo na Inštitutu zaposlenih 22 delavcev z visoko izobrazbo: Alenka Andlovic, Tatjana Avšič Županc, Ana Zlata Dragaš, Borut Drinovec, Bratko Filipič, Vesna Golob, Alojz Ihan, Marija Gubina, Helena Hren Vencelj, Srečko Koren, Vladimir Kotnik, Veronika Križan Hergouth, Jernej Logar, Jožica Marin, Manica Mueller Premru, Mario Poljak, Mateja Poljšak Prijatelj, Katja Seme, Eva Ružić Sabljić, Saša Simčič, Branka Wraber, od teh so bili člani katedre: Ana Zlata Dragaš, Borut Drinovec, Marija Gubina, Helena Hren Vencelj, Srečko Koren, Vladimir Kotnik in Jernej Logar.
Od leta 1996 do leta 2004 je bila predstojnica Katedre za mikrobiologijo in imunologijo prof. dr. Marija Gubina, dr. med. Prof. Gubina je s sodelavci napisala povsem nov učbenik s področja bakteriologije, mikologije in imunologije (Gubina M., Ihan A (ur.) Medicinska bakteriologija z imunologijo in mikologijo, 2002) in posodobila navodila za vaje za študente medicine. 
V tem obdobju so sodelavci Katedre napisali in izdali še nekaj učbenikov: (Koren S, Avšič Županc T, Drinovec B, Marin J, Poljak M. Splošna medicinska virologija, 1999; Logar J. Parazitologija v medicini, 1999; Vozelj M. Temelji imunologije, 2000). Člani katedre so bili: Tatjana Avšič Županc, Borut Drinovec, Marija Gubina, Alojz Ihan, Srečko Koren, Vladimir Kotnik, Jernej Logar, Jožica Marin, Manica Mueller Premru in Mario Poljak.
Leta 2004 je bil za predstojnika Katedre izvoljen prof. dr. Vladimir Kotnik, dr. med. Na Inštitutu je bilo zaposlenih 22 delavcev z visoko izobrazbo: Alenka Andlovic, Tatjana Avšič Županc, Bratko Filipič, Vesna Golob, Alojz Ihan, Marija Gubina, Darja Keše, Jana Kolman, Srečko Koren, Vladimir Kotnik, Veronika Križan Hergouth, Jernej Logar, Jožica Marin, Tadeja Matos, Manica Mueller Premru, Miroslav Petrovec, Mario Poljak, Mateja Poljšak Prijatelj, Katja Seme, Eva Ružić Sabljić, Saša Simčič, Branka Wraber, od teh so bili člani katedre: Tatjana Avšič Županc, Marija Gubina, Alojz Ihan, Srečko Koren, Vladimir Kotnik, Jernej Logar, Jožica Marin, Manica Mueller Premru, Mario Poljak in Katja Seme. V sklopu temeljitega prenavljanja študijskega programa medicine na Medicinski fakulteti v Ljubljani se je ob pomoči sodelavcev Katedre obstoječi predmet Mikrobiologija in imunologija preoblikoval in razdelil v tri nove predmete - Temeljna mikrobiologija in imunologija, Klinična mikrobiologija in Klinična imunologija. Predmeti so po novem uvrščeni v 3., 4. in 5. letnik študija splošne medicine. Izpolnjena so dolgoletna pričakovanja in prizadevanja Katedre, da bi medicinsko mikrobiologijo in imunologijo umestili tudi v klinični del študija. Člani Katedre so sodelovali pri prenovi podiplomskega doktorskega študija Biomedicina in uvedbi novih bolonjskih programov pri študijih biologije, farmacije in mikrobiologije.
V letu 2008 se je opravila temeljita prenova Katedre z drugačno razporeditvijo pedagoških obveznosti sodelavcev Katedre in Inštituta. Katedra se je navidezno povečala z 10 (4 učitelji in 6 asistentov) na 25 članov (10 učiteljev in 15 asistentov).  Tako imajo prej 100% pedagoški delavci le še 40% obremenitev, razliko do polne zaposlitve pa nadoknadijo s strokovnim in raziskovalnim delom. Učitelji so: akad. prof. dr. Tatjana Avšič - Županc, univ. dipl. biol., prof. dr. Alojz Ihan, dr. med., prof. dr. Srečko Koren, dr. med., prof. dr. Vladimir Kotnik, dr. med., prof. dr. Jernej Logar, univ. dipl. biol., prof. dr. Mario Poljak, dr. med., prof. dr. Manica Mueller - Premru, dr. med., prof. dr. Eva Ružić - Sabljić, dr. med., prof. dr. Katja Seme, dr. med. in doc. dr. Miroslav Petrovec, dr. med., asistenti pa: doc. dr. Darja Keše, univ. dipl. biol., asist. dr. Andreja Nataša Kopitar, univ. dipl. biol., asist. dr. Tadeja Matos, dr. med., asist. strok. svet. dr.  Mateja Poljšak - Prijatelj, univ. dipl. biol., asist. zn. sod. strok. svet. dr. Saša Simčič, dipl. ing. kem., asist. mag. Veronika Križan - Hergouth, dr. med., asist. mag. Tina Močilnik, univ. dipl. mikrobiol., asist. mag. Barbara Šoba, univ. dipl. mikrobiol., asist. strok. svet. Alenka Andlovic, dr. med., asist. strok. sodel. Nataša Švent - Kučina, dr. med., asist. Vesna Cvitkovič Špik, univ. dipl. mikr., asist. Marja Furlan, univ. dipl. mikrobiol., asist. Samo Jeverica, dr. med., asist. Monika Jevšnik, univ. dipl. mikrobiol., asist. Katja Strašek, univ. dipl. mikrobiol.